# Журнал жінок, політики та політики
The Journal of Women, Politics & Policy — це рецензований науковий журнал, який видає Routledge і присвячений політичним ролям жінок. Він був заснований у 1980 році та змінив назву з Women & Politics на свою нинішню назву в 2005 році  Головний редактор — Гайді Гартманн ( Інститут досліджень жіночої політики ).

## Абстрагування та індексація
Журнал реферується та індексується в Social Sciences Citation Index і Current Contents /Social & Behavioral Sciences.  Відповідно до Journal Citation Reports, імпакт-фактор журналу в 2019 році склав 1500, що ставить його на 15 місце серед 45 журналів у категорії «Жіночі дослідження». 

## Дивись також
- Список жіночих журналів

## Зовнішні посилання
- Офіційний сайт